# Granada Mk 1
La Mk 1 (a veces escrito como Mk I) era una granada de fragmentación empleada por los soldados estadounidenses durante la Primera Guerra Mundial. Según sus diseñadores, iba a ser la granada "más sencilla" y la vez "a prueba de tontos" alguna vez fabricada. Sin embargo, surgieron importantes problemas cuando la granada fue empleada en combate y fue retirada de servicio antes del fin de la guerra. 

## Descripción
La Mk 1 era una granada de fragmentación con espoleta cronométrica, cuya carcasa estaba cuadrillada y tenía 32 segmentos. Para activar la espoleta, el soldado debía retirar el pasador de seguridad y empujar la cubierta situada sobre la granada. Antes de lanzarla, el soldado debía mover el interruptor sobre la palanca para retirarlo a fin de activar la espoleta.

## Historia
Cuando Estados Unidos entró a la Primera Guerra Mundial, a sus soldados les faltaba una granada de fragmentación de producción propia. Los soldados estadounidenses eran equipados con frecuencia con la bomba Mills británica o la granada F1 francesa. Cuando se tuvo que crear una granada, los diseñadores estadounidenses se inspiraron en la F1.[cita requerida] En 1917 se creó la granada Mk 1.
Sin embargo, se observó que la Mk 1 era bastante difícil de emplear en combate. Las granadas eran frecuentemente lanzadas sin haberles activado antes sus espoletas, por lo cual el enemigo lanzaba de vuelta las granadas con la espoleta activada. La Mk 1 fue inmediatamente retirada de servicio y su producción cesó.
La granada Mk 2 fue creada como una Mk 1 mejorada y empleada antes del final de la Primera Guerra Mundial. Las piezas sobrantes de Mk 1 fueron empleadas para fabricar granadas Mk 2, mientras que las fábricas fueron reequipadas para producir la Mk 2.   

## Variantes

### Mk. 1A1
La Mk. 1A1 era una granada inerte de entrenamiento. Tenía una espoleta simulada con pasador de seguridad retirable y palanca. Fueron fabricadas por un corto período durante la Primera Guerra Mundial para entrenar a los soldados en la activación y lanzamiento de las granadas de fragmentación Mk 1 y Mk 2. Cuando Estados Unidos entró a la Segunda Guerra Mundial, se produjeron algunas en 1942.
Se distingue por su carcasa pintada de color negro, con una estrecha línea blanca alrededor del sóquet de la espoleta.